# Осло, 31-го августа
«Осло, 31-го августа» (норв. Oslo, 31. august) — драма норвежского режиссёра Йоакима Триера, вышедшая в 2011 году. Премьера фильма состоялась в программе «Особый взгляд» Каннского кинофестиваля 2011 года. Лента выиграла призы за лучший фильм и лучшую операторскую работу на кинофестивале в Стокгольме 2011 года, председатель жюри Уит Стиллман описал фильм как «великолепно изображённый портрет поколения».

## Сюжет
Главный герой фильма — Андерс, 34-летний пациент реабилитационной клиники в Осло. 31 августа он получает разрешение выйти в город на день для прохождения собеседования для трудоустройства. После встречи с другом Томасом Андерс отправляется на интервью, с которого сбегает после того, как признаётся, что страдал от наркозависимости. Оставшиеся вечер и ночь он гуляет по городу, вспоминая ошибки прошлого и встречая старых знакомых.

## В ролях
| Актёр                    | Роль    |
| ------------------------ | ------- |
| Андерс Даниэльсен Ли     | Андерс  |
| Ганс Олав Бреннер        | Томас   |
| Йоханна Хьеллевик Леданг | Йоханна |
| Ингрид Олава             | Ребекка |
| Андерс Боркгревинк       | Эйстейн |
| Андреас Бротен           | Карстен |
| Малин Крепин             | Малин   |
| Петтер Видт Кристиансен  | Петтер  |

## Награды и номинации
| Награда                          | Номинация                       |                                         | Результат |
| -------------------------------- | ------------------------------- | --------------------------------------- | --------- |
| Каннский кинофестиваль 2011      | Особый взгляд                   | Йоаким Триер                            | Номинация |
| Кинофестиваль в Чикаго 2011      | Gold Hugo                       | Йоаким Триер                            | Номинация |
| Кинофестиваль в Стокгольме 2011  | Лучшая операторская работа      | Якоб Ире                                | Победа    |
| Кинофестиваль в Стокгольме 2011  | Бронзовая лошадь                | Йоаким Триер                            | Победа    |
| Кинопремия Северного Совета 2011 | Лучший фильм                    | Йоаким Триер                            | Номинация |
| Аманда 2012                      | Лучший фильм                    | Йоаким Триер                            | Победа    |
| Аманда 2012                      | Лучший монтаж                   | Оливье Бугге Кутте                      | Победа    |
| Аманда 2012                      | Лучший актёр                    | Андерс Даниелсен Ли                     | Номинация |
| Аманда 2012                      | Лучшая операторская работа      | Якоб Ире                                | Номинация |
| Аманда 2012                      | Лучшая работа художника         | Ёрген Стангебай Ларсен, Зольфрид Кьетса | Номинация |
| Аманда 2012                      | Лучшая обработка звука          | Гисле Твейто                            | Номинация |
| Бодил 2012                       | Лучший неамериканский фильм     | Йоаким Триер                            | Номинация |
| Кинофестиваль RiverRun 2012      | Honorable Mention: Лучший актёр | Андерс Даниэльсен Ли                    | Победа    |
| Сезар 2013                       | Лучший зарубежный фильм         | Йоаким Триер                            | Номинация |